# Богучанское водохранилище
Богуча́нское водохрани́лище — водохранилище на Ангаре в Красноярском крае и Иркутской области. Образовано плотиной Богучанской ГЭС у города Кодинска (к востоку от села Богучаны).

## Общие характеристики
На отметке 208 м над уровнем моря (НУМ) площадь водоёма составляет 2326 км² (из которых 1961 км² приходится на Красноярский край и 365 км² на Иркутскую область). Водохранилище должно иметь полный объём 58,2 км³, полезный объём по проекту должен составлять 2,31 км³. Минимальный технологический уровень водохранилища составляет 176 м НУМ, что соответствует мёртвому объёму ≈10 км³ и полному — 48 км³. При нормальном или проектном режиме работы Богучанского гидроузла, уровень водоёма должен изменяться в пределах 207,5 ± 0,5 м НУМ. Такое незначительное сезонное изменение уровня водоёма обусловлено на 83 % зарегулированным притоком, который в среднем составляет 3380 м³/сек или 105 км³/год. Резервный объём при аномальном притоке составляет 3,5 км³ и соответствует диапазону высот уреза воды между 208 и 209,5 м НУМ.
На проектном уровне водохранилище простирается до плотины Усть-Илимской ГЭС, составляя в длину 375 км, в местах впадения незначительных притоков на этом участке Ангары образуются заливы. В месте впадения реки Ковы образуется залив длиной 75 км, в местах впадения рек Едармы, Верхней Кежмы и Нижней Кежмы — заливы длиной 25 км. На притоке Ковы, реке Парте, образуется залив общей длиной 50 км.
Ширина основного водоёма изменяется от одного до 14 км, сочетая в себе черты горных и равнинных водохранилищ на реках. Площадь мелководный части с глубинами менее 2 м должна составлять 98 км² или 4,2 % от общей площади. Богучанское водохранилище затопляет одноимённые пороги на Ангаре, обеспечивая условия для судоходства на этом участке реки. Рыбопродуктивность водохранилища оценивается в 18 кг/га.
При наполнении водохранилища затапливается 149,5 тыс. га (1,5 тыс. км²) земель, в том числе 29,6 тыс. га (0,3 тыс. км²) сельскохозяйственных угодий, и переселяется 12,2 тысяч человек из 31 населённого пункта в Красноярском крае и Иркутской области. В связи с затоплением были упразднены 8 населённых пунктов: посёлок Косой Бык, деревня Верх-Кежма, село Кежма, посёлок Новая Кежма, посёлок Приангарский, деревня Усольцева, село Паново и село Проспихино.

## История (хронология)
Процесс увеличения уровня воды в верхнем бьефе предполагалось проводить в два этапа: в первую очередь планировалось достичь отметки 185 м НУМ, что соответствует объёму водоёма 18,45 км³, вторая очередь — достижение проектной отметки НПУ, равной 208 м, и объёма, равного 58,2 км³.
Начало заполнения водохранилища первоначально было намечено на декабрь 2011 года, завершение — на декабрь 2012 года. Позже начало заполнения водохранилища водой несколько раз переносилось — сначала на март 2012 года, о чём заявило руководство ЗАО «Организатор строительства Богучанской ГЭС», затем на неопределённое время по формальным причинам. В апреле 2012 года было перекрыто одно из донных отверстий плотины и, таким образом, 29 апреля 2012 года был начат процесс наполнения водоёма. Сроком окончания заполнения был определён четвёртый квартал 2013 года. К 1 октября 2012 года водохранилище наполнилось до уровня в 178 м (из планируемых 208 м НУМ). 8 ноября того же года была достигнута промежуточная отметка 185 м. К последней декаде мая 2013 года вода в ложе водохранилища превысила уровень в 188 м. Далее в Федеральном агентстве водных ресурсов было принято решение временно не поднимать уровень выше 188,5 м по балтийской системе высот как минимум до 4 сентября 2013 года в связи с необходимостью обеспечить судоходство по Ангаре и не допустить затопления памятников археологии в Усть-Илимском районе Иркутской области. Заполнение водохранилища до нормального подпорного уровня в 208 м по балтийской системе высот по графику планировалось завершить в декабре 2014 года По состоянию на 31 октября 2014 года уровень водохранилища составил 203,36 м, на 27 января 2015 года — 205,59 м. Проектная отметка водоёма 208 м НУМ была достигнута в июне 2015 года.

## Галерея

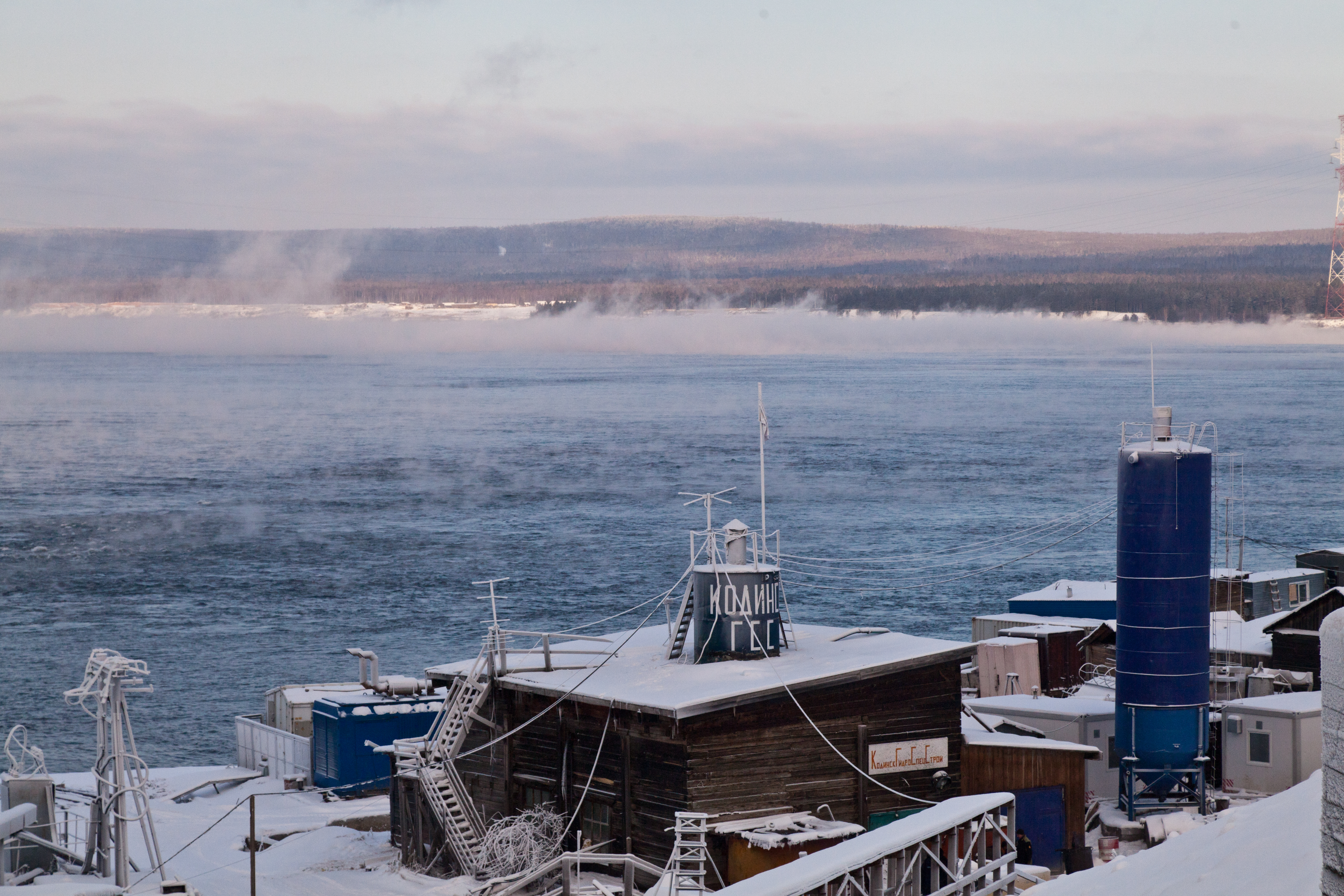
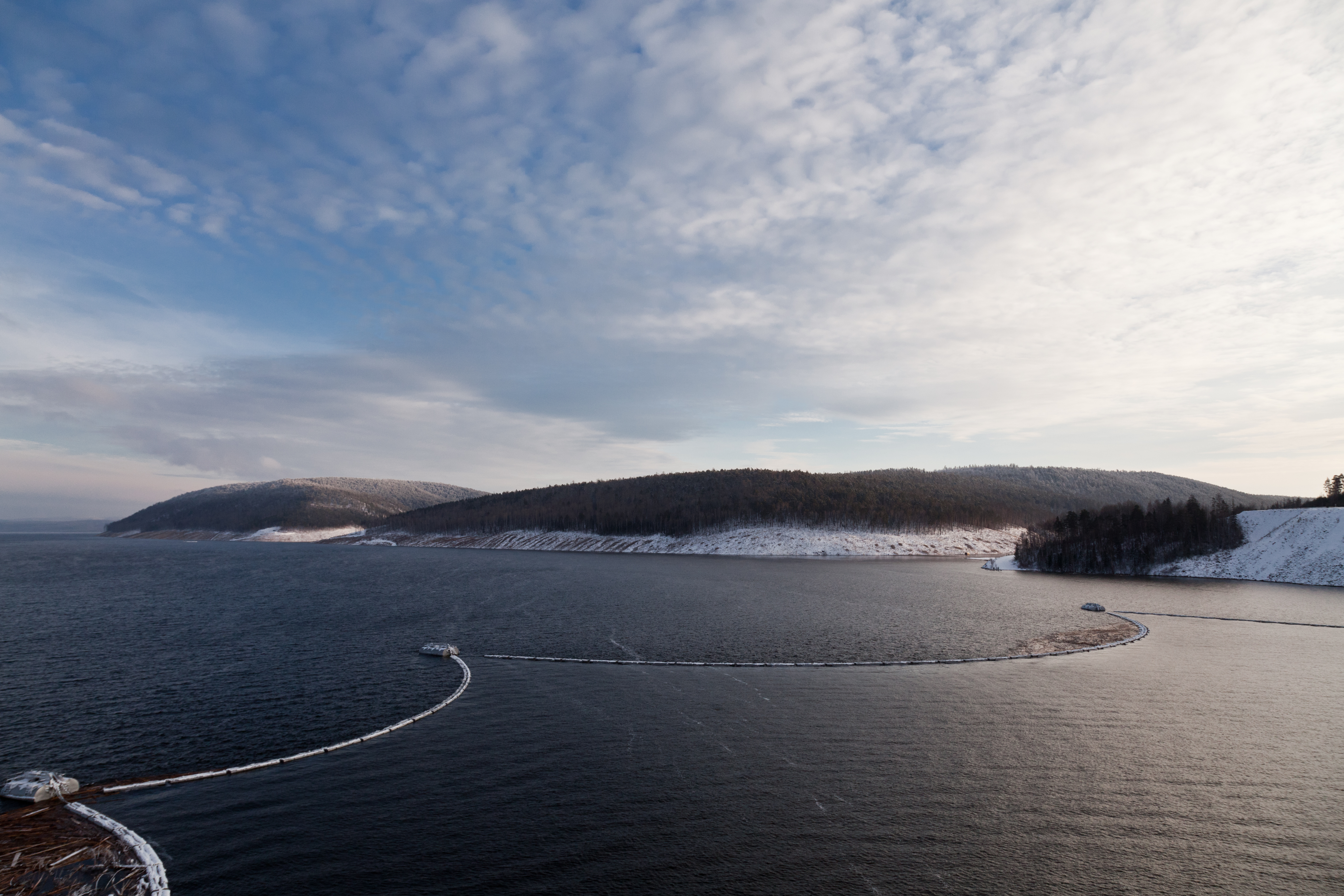
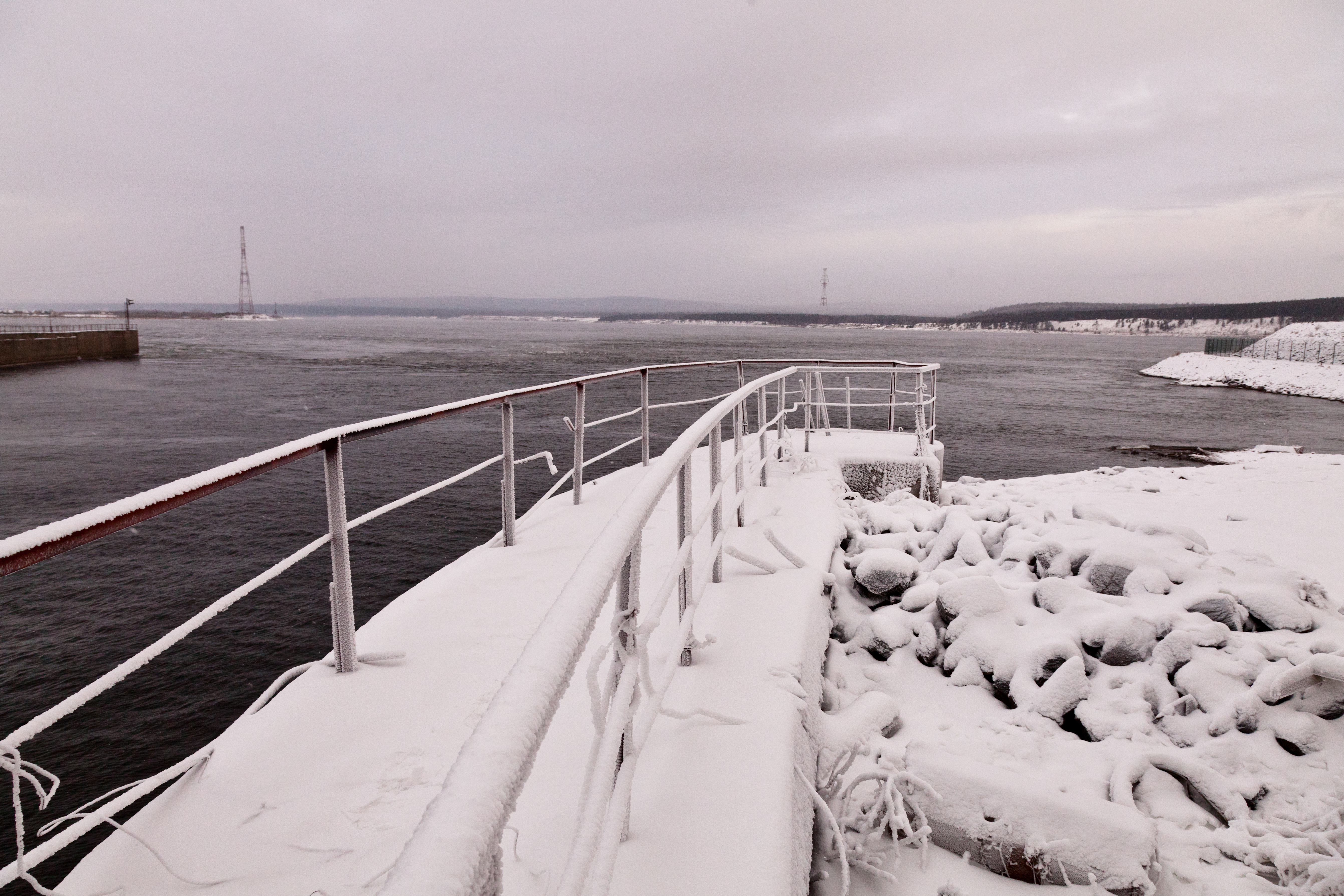